# Asunción Balaguer
María Asunción Balaguer Golobart (Manresa, Barcelona; 8 de noviembre de 1925-Cercedilla, Madrid; 23 de noviembre de 2019) fue una actriz española. Casada desde 1951 con el también actor Francisco Rabal, del que enviudó en 2001.

## Biografía
Nació en el seno de una familia de la burguesía catalana, hija de un matrimonio de conveniencia, roto convencionalmente después de seis hijos. Desde los trece años, estudió en el Instituto del Teatro y luego en la facultad de Filosofía y Letras. 
Contrajo matrimonio en Barcelona, el 2 de enero de 1951, con el actor Paco Rabal. Poco después abandonaron la compañía de teatro de Tamayo (ella era la actriz principal) para montar una compañía propia. Balaguer era primera actriz y continuó siéndolo en giras por el norte de España y Centroamérica. 
Balaguer interrumpió su actividad artística para atender a su familia y posteriormente retomó su carrera con buen criterio, participando en los últimos años en un gran número de películas. 
Sus hijos Benito y Teresa y uno de sus nietos, Liberto Rabal, han continuado la saga familiar, tanto en la interpretación como en otros campos artísticos.
De cara a las elecciones generales de 2011 manifestó su apoyo a la candidatura de Izquierda Unida.
En 2015 tuvo una participación en la serie Merlí de TV3 como la abuela de la familia Rubio.
La actriz sufrió un ictus cuando estaba en su domicilio de Alpedrete, a consecuencia del cual fue ingresada en el Hospital La Fuenfría (Cercedilla). Unos días después, el 23 de noviembre de 2019, falleció como consecuencia de un fallo multiorgánico a los noventa y cuatro años.
Tras ser velada en el tanatorio de Villalba, en Madrid, sus cenizas fueron trasladadas hasta Águilas (Región de Murcia), donde descansan las cenizas de su esposo, Paco Rabal, de donde él era natural y de donde ella es hija adoptiva.
Militó en el Partido Comunista de España hasta su fallecimiento.
La Casa de Cultura municipal de Alpedrete lleva desde 2015 el nombre de la actriz, que residió en el municipio durante muchos años.

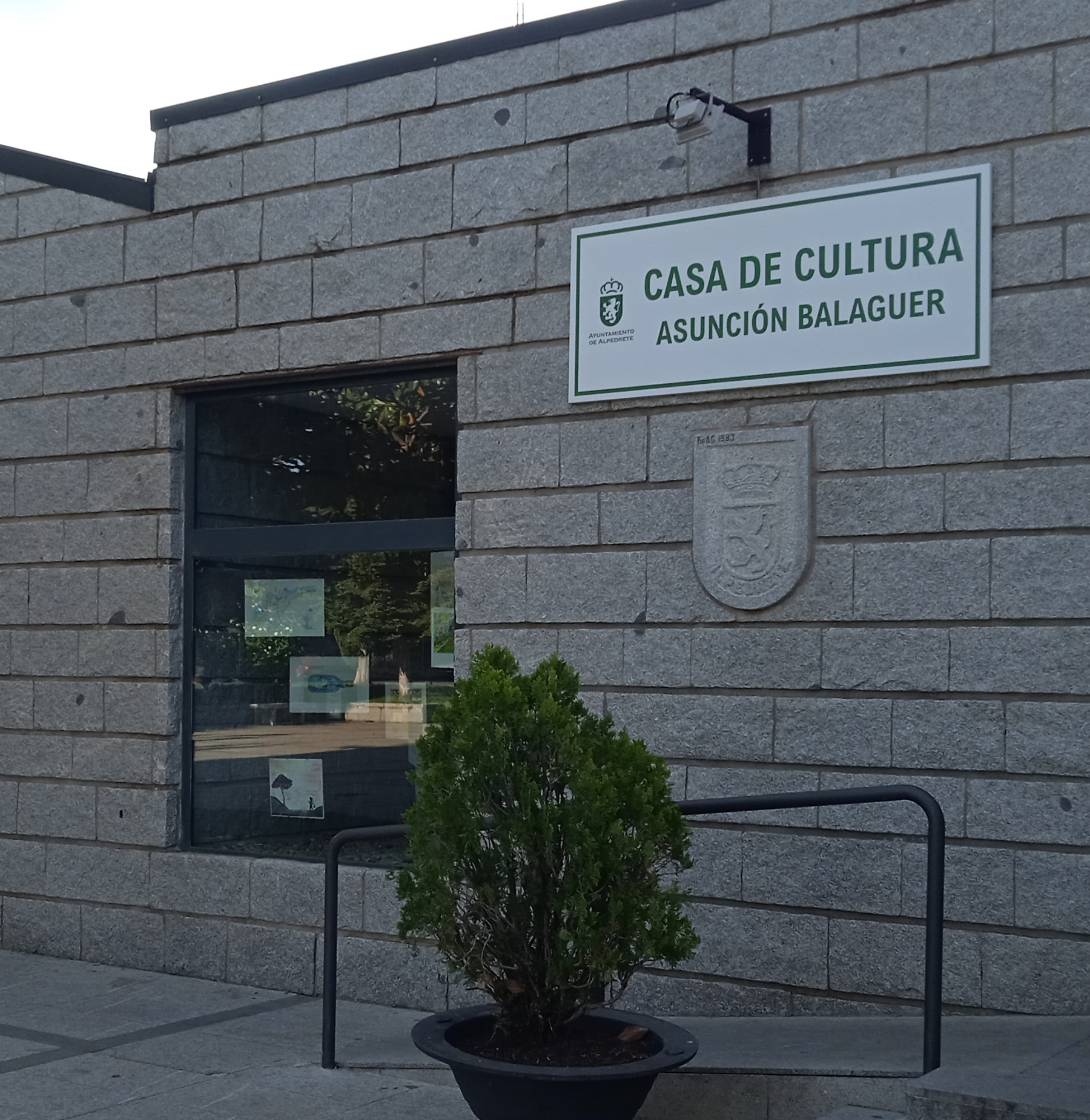
Casa de Cultura Asunción Balaguer en Alpedrete (Comunidad de Madrid)

En 2024, el Ayuntamiento de Alpedrete, gobernado por una coalición de PP y Vox, decidió cambiar el nombre de la Casa de Cultura y el nombre de una plaza en honor a su marido, Francisco Rabal, para cambiarlo por "Plaza de España" porque ambos pertenecieron al Partido Comunista. Ello provocó una movilización de los votantes de Izquierda y de la Unión de Actores y Actrices así como la reprobación al Ayuntamiento de Isabel Díaz Ayuso, presidenta del PP de la Comunidad de Madrid, como del PP desde su sede central. Finalmente la alcaldía dio marcha atrás y decidió mantener su nombre en la Casa Cultural.

## Filmografía parcial
- Barcelona, noche de invierno (2015)
- Efímera (2012)
- Ojos que no ven (2012)
- Huidas (2012)
- Gran Hotel (2011)
- Abstenerse agencias (2011)
- Vidas pequeñas (2010)
- Pájaros de papel (2010)
- Socarrat (2009)
- Fuga de cerebros (2009)
- Enloquecidas (2008)
- Aqua, el riu vermeil (2008)
- La gran osa (2007)
- My Way (2007)
- Rosario (2005)
- Las llaves de la independencia (2005)
- Mala uva (2004)
- Un día sin fin (2004)
- Las noches de Constantinopla (2002)
- Días de boda (2002)
- Primer y último amor (2002)
- Un momento estelar (2002)
- Perdidos (2002)
- O Rapaz do Trapezio Voador (2002)
- El sueño del caimán (2001)
- Nada más (2001)
- Sólo mía (2001)
- ¿Tú qué harías por amor? (2001)
- Silencio roto (2001)
- Peixe-Lua (2000)
- La verdad si no miento (2000)
- Las huellas borradas (1999)
- Extraños (1999)
- El beso de la tierra (1999)
- El evangelio de las maravillas (1998)
- Ella no está sola (1998)
- Memorias del ángel caído (1997)
- Boca a boca (1995)
- El palomo cojo (1995)
- Una casa en las afueras (1995)
- La niña de tus sueños (1995)
- Felicidades Tovarich (1995)
- Cómo ser infeliz y disfrutarlo (1994)
- El pájaro de la felicidad (1993)
- El hombre de la nevera (1993)
- El largo invierno (1992)
- El hombre que perdió su sombra (1991)
- Cómo ser mujer y no morir en el intento (1991)
- El sueño del mono loco (1989)
- Quimera (1988)
- El amor de ahora (1987)
- El hermano bastardo de Dios (1986)
- Lulú de noche (1985)
- La hora bruja (1985)
- Pasaron los días (1985)
- Loca por el circo (1982)
- Las melancólicas (1974)
- La otra imagen (1973)
- Los desafíos (1969)
- María Rosa (1965)
- El camino (1963)
- 091, policía al habla (1960)
- El canto del gallo (1955)
- Perseguidos (1952)

## Televisión
- Chiringuito de Pepe (2016)
- Merlí (2015-2018)
- Olmos y Robles (2015-2016)
- B&B, de boca en boca (2014)
- Los misterios de Laura (2014)
- Pulseras rojas (2013)
- La que se avecina (2013)
- Gran hotel (2011-2013)
- Alfonso, el príncipe maldito (2010)
- Hay alguien ahí
  - Castillo de naipes (10 de febrero de 2010)
- Amar en tiempos revueltos
  - Hortensia humilla a Ovidio (4 de mayo de 2009)
- La familia Mata (23 de febrero de 2009)
- Guante blanco
  - La reliquia (31 de octubre de 2008)
  - El vino (7 de noviembre de 2008)
- MIR
  - Una noche torcida (4 de enero de 2008)
- Estados alterados Maitena (2008)
- Hermanos y detectives
  - Tiempos difíciles (4 de noviembre de 2007)
  - No me quieras tanto (4 de enero de 2009)
- Películas para no dormir
  - La habitación del niño (12 de enero de 2007)
- Aquí no hay quien viva
  - Érase una extradición (6 de abril de 2006)
- Los Serrano
  - La donante de órganos (16 de febrero de 2005)
- El comisario
  - Lo que el tiempo no cura (21 de enero de 2005)
- 7 vidas
  - Adoptation (18 de abril de 2004)
- Hospital Central
  - Confía en mí (20 de marzo de 2002)
  - Sangre de tu sangre (11 de octubre de 2006)
- Ana y los 7
  - Abuela de fin de semana (1 de enero de 2002)
- Géminis, venganza de amor (2002)
- Robles, investigador
  - In memoriam (14 de febrero de 2001)
- ¡Ala... Dina!
  - Robin Okupa (15 de marzo de 2000)
- La casa de los líos
  - El don (30 de marzo de 1997)
  - Dos novios atómicos (19 de abril de 1998)
  - El combate del siglo (24 de enero de 1999)
- Yo, una mujer (1996)
- Médico de familia
  - Debajo del puente (17 de octubre de 1995)
- Los ladrones van a la oficina
  - La herencia de Escabeche (12 de enero de 1994)
- ¡Ay, Señor, Señor!
  - Cada oveja con su pareja (1 de enero de 1994)
- Una gloria nacional (27 de septiembre de 1993)
- La huella del crimen
  - El crimen del expreso de Andalucía (27 de febrero de 1991)
- La mujer de tu vida
  - La mujer infiel (2 de marzo de 1990)
- Juncal (4 de marzo de 1989)
- El mundo de Juan Lobón (14 de enero de 1989)
- Página de sucesos
  - Parejas rotas (27 de diciembre de 1985)
- Teresa de Jesús (1984)
- Estudio 1
  - Las brujas de Salem (11 de mayo de 1973)
  - El barón (8 de agosto de 1983)
  - El sombrero de copa (21 de agosto de 1984)
- Cristóbal Colón (1 de enero de 1968)
- Novela
  - Telarañas (18 de julio de 1966)
  - Cambio de luz (13 de marzo de 1967)
  - El padre de familia (3 de septiembre de 1973)
- Diego de Acevedo (1966)

## Teatro
- Sueños y visiones del Rey Ricardo III (2014), versión de José Sanchis Sinisterra sobre William Shakespeare
- Una vida robada (2013), de Antonio Muñoz de Mesa
- Follies (2012) de James Goldman (libro) y Stephen Sondheim (música y letra)
- El Tiempo es un Sueño (2012), de Rafael Álvarez "El Brujo"
- El pisito (2009)
- Casa de muñecas (1983), de Henrik Ibsen.
- El barón (1983), de Leandro Fernández de Moratín.[10]
- El sombrero de copa (1982) de Vital Aza.
- Después de la caída (1965), de Arthur Miller.
- Edipo (1958), de José María Pemán.
- La vida es sueño (1955), de Pedro Calderón de la Barca
- La cena del rey Baltasar (1954), de Pedro Calderón de la Barca.[11]
- Antígona (1951) de Sófocles.[12]
- L'alcova vermella (1951) de Josep Maria de Sagarra.
- La discreta enamorada de Lope de Vega.
- Eco y Narciso de Pedro Calderón de la Barca.
- Nuestra diosa de Massimo Bontempelli.
- El tiempo es un sueño de Lenormand.
- María Estuardo de Friedrich Schiller.
- Otelo de William Shakespeare.
- Nuestra ciudad de Thornton Wilder.
- Plaza de Oriente de Joaquín Calvo Sotelo.
- Proceso a Jesús.
- Después de la caída de Arthur Miller.

## Premios y candidaturas
Premios de la Unión de Actores
| Año  | Categoría                             | Trabajo                               | Resultado |
| ---- | ------------------------------------- | ------------------------------------- | --------- |
| 2010 | Toda una vida                         | Toda una vida                         | Ganadora  |
| 2011 | Mejor actriz protagonista de teatro   | El pisito                             | Ganadora  |
| 2012 | Mejor actriz de reparto de teatro     | Follies                               | Ganadora  |
| 2013 | Mejor actriz de reparto de televisión | Gran Hotel                            | Ganadora  |
| 2014 | Mejor actriz protagonista de teatro   | Una vida robada                       | Nominada  |
| 2014 | Mejor actriz de reparto de teatro     | Sueños y visiones del rey Ricardo III | Nominada  |

Premios Sant Jordi
| Año  | Categoría                                     | Trabajo                                       | Resultado |
| ---- | --------------------------------------------- | --------------------------------------------- | --------- |
| 2020 | Premio a la trayectoria profesional (póstumo) | Premio a la trayectoria profesional (póstumo) | Ganadora  |

Otros premios
1999
- Biznaga de Plata a la Mejor actriz en el Festival de Málaga de Cine Español por Las huellas borradas
- Premio Sant Jordi a la Mejor actriz española por Las huellas borradas

2008
- Plácido d'Honor en el Festival Internacional de Cine Negro de Manresa 08.

2010
- Premio ACTÚA por su fructífera carrera en el cine, la danza, el teatro y la televisión[14]

2011
- Premio TP de Oro "A toda una vida"[15]

2012
- Premio "A toda una vida" del Festival de Cine de Alicante.[16][17]
- Mención Especial en el XV Festival de Cine de Astorga por "una larga y brillante trayectoria profesional".[18]
- Ganadora del Premio a la Mejor actriz en el XVI Festival de Cortometrajes Cortada 2012 de Vitoria por Ojos que no ven.[19]
- Ganadora del Premio a la Mejor actriz en el Cortogenia 2012 por Abstenerse agencias.[20]
- Premio Max a la Mejor actriz de reparto por Follies.[21]

2013
- Premio a la Mejor interpretación femenina en el VisualízaMe Festival Audiovisual & Mujer por Luisa no está en casa.[22]

2014
- Premio de Honor en el I Festival de Cine Histórico de Buitrago[23]

2019
- Premio Fugaz Homenaje por una amplia carrera profesional vinculada al cortometraje.